# Oryzias profundicola
Oryzias profundicola är en fiskart som beskrevs av Kottelat, 1990. Oryzias profundicola ingår i släktet Oryzias och familjen Adrianichthyidae. IUCN kategoriserar arten globalt som sårbar. Inga underarter finns listade i Catalogue of Life.